# Bernardo do Mearim
Bernardo do Mearim est une municipalité brésilienne située dans l'État du Maranhão.